# 韋寿餘
韋寿餘（朝鮮語: 위수여）は、高麗の文官であり、朝鮮氏族の江華韋氏の始祖である。
960年に中国から高麗に渡来した韋寿餘は、穆宗の時代に司膳官と門下侍郎平章事を任命され、その後、門下侍中上柱国と江華伯に封ぜられた。